# Colijn Caillieu
Colyne ou Colijn Coellin ou Caillieu, décédé en 1484 à Bruxelles ( ? ), poète et dramaturge des Pays-Bas méridionaux.	

## Biographie
Il fut nommé prince de rhétorique en 1474 aux appointements de 12 peters de 54 placques.  En tant que poète urbain de Bruxelles, fonction qu'il accomplit entre 1474 et 1484, il écrivit de nombreuses pièces de circonstance, pour la plupart perdues, dans le style des rhétoriciens.  
On conserve de lui un ouvrage, intitulé Tdal sonder wederkeeren oft Tpas der doot (La Vallée sans retour ou le Pas de la mort), qui est une version moyen-néerlandaise du Pas de la mort qu'aurait écrit à Bruxelles, vers 1457, Amé de Montgesoie, « varlet de chambre » d'Isabelle de Bourbon (la deuxième épouse de Charles le Téméraire), et, plus tard, huissier d'armes de Marie de Bourgogne.  Son adaptation du Pas de la mort, datée des environs de 1464, sera publiée en 1528 par Jan van Doesborch.  Avant de suivre son modèle français, Colijn donne une strophe de sa main dans laquelle il se réfère à son expérience personnelle des troubles terrestres ayant conduit à son appréhension : il lui a paru qu'il ne s'agissait pas là d'illusions, mais que ce genre d'expériences survient à toute personne saine d'esprit.
En outre, on connaît de lui un jeu de 1480, écrit à l'occasion de la naissance de Marguerite d'Autriche et commandé par les autorités municipales voulant rendre hommage à la petite princesse bourguignonne en établissant, dans la pièce, une relation entre sa naissance et celle du Christ à Bethléem - car elle fut née le 10 janvier, dans l'octave de la fête des Rois mages : la période de huit jours durant laquelle la Révélation du Christ est commémorée - pour porter en même temps l'attention de Maximilien sur l'état pitoyable des Pays-Bas et pour l'inciter à adopter, en gouvernant, une attitude plus démocratique, tenant compte des intérêts des trois états et de leur utilité.
C'est à Caillieu qu'a succédé Jan Smeken comme poète urbain de Bruxelles en 1485.  
Il se peut que Caillieu soit d'origine artésienne, car son nom fait référence à cette région : « caillieu » est la version dans l'idiome artésien du mot français « caillou ».  Son prénom indique qu'il serait originaire d'une région de langue romane et il se peut qu'après son installation à Bruxelles, son nom soit néerlandisé : dès lors, il serait à identifier avec le poète Colijn Keyaert, dont le nom de famille se réfère également à un caillou, et qui a été identifié à plusieurs reprises avec le rhétoricien Colijn van Rijssele.  Quelques autres pièces, conservées mais restées dans l'anonymat, lui ont été attribuées.

## Sources
- (nl) De Keyser, Paul.  « Nieuwe gegevens omtrent Colijn Caillieu (coellin), Jan de Baertmaker (smeken), Jan Steemaer (percheval) en Jan van den Dale », Tijdschrift voor Nederlandse Taal- en Letterkunde. Jaargang 53. Leyde, E.J. Brill, 1934, p. 269-279.
- (nl) Mak, Jacobus Johannes, et Coigneau, Dirk.  « Caillieu, Colijn », De Nederlandse en Vlaamse auteurs van middeleeuwen tot heden met inbegrip van de Friese auteurs (réd. Gerrit Jan van Bork et Pieter Jozias Verkruijsse), Weesp, De Haan, 1985, p. 127.
- (nl) Mareel, Samuel.  Deel 2. De vorst en de stad in beeld, Voor vorst en stad: rederijkersliteratuur en vorstenfeest in Vlaanderen en Brabant (1432-1561), Amsterdam University Press, 2010.
- (nl) Pleij, Herman.  « De laatmiddeleeuwse rederijkersliteratuur als vroeg-humanistische overtuigingskunst », Liefde en Fortuna in de Nederlandse letteren van de late middeleeuwen. Speciaal nummer van Jaarboek Koninklijke soevereine hoofdkamer van retorica ‘De Fonteine’ te Gent 34, 1984, p. 65-95.